# Chiesa di Santa Maria Assunta (Solesino)
La chiesa di Santa Maria Assunta è la parrocchiale di Solesino, in provincia e diocesi di Padova; fa parte del vicariato di Monselice.

## Storia

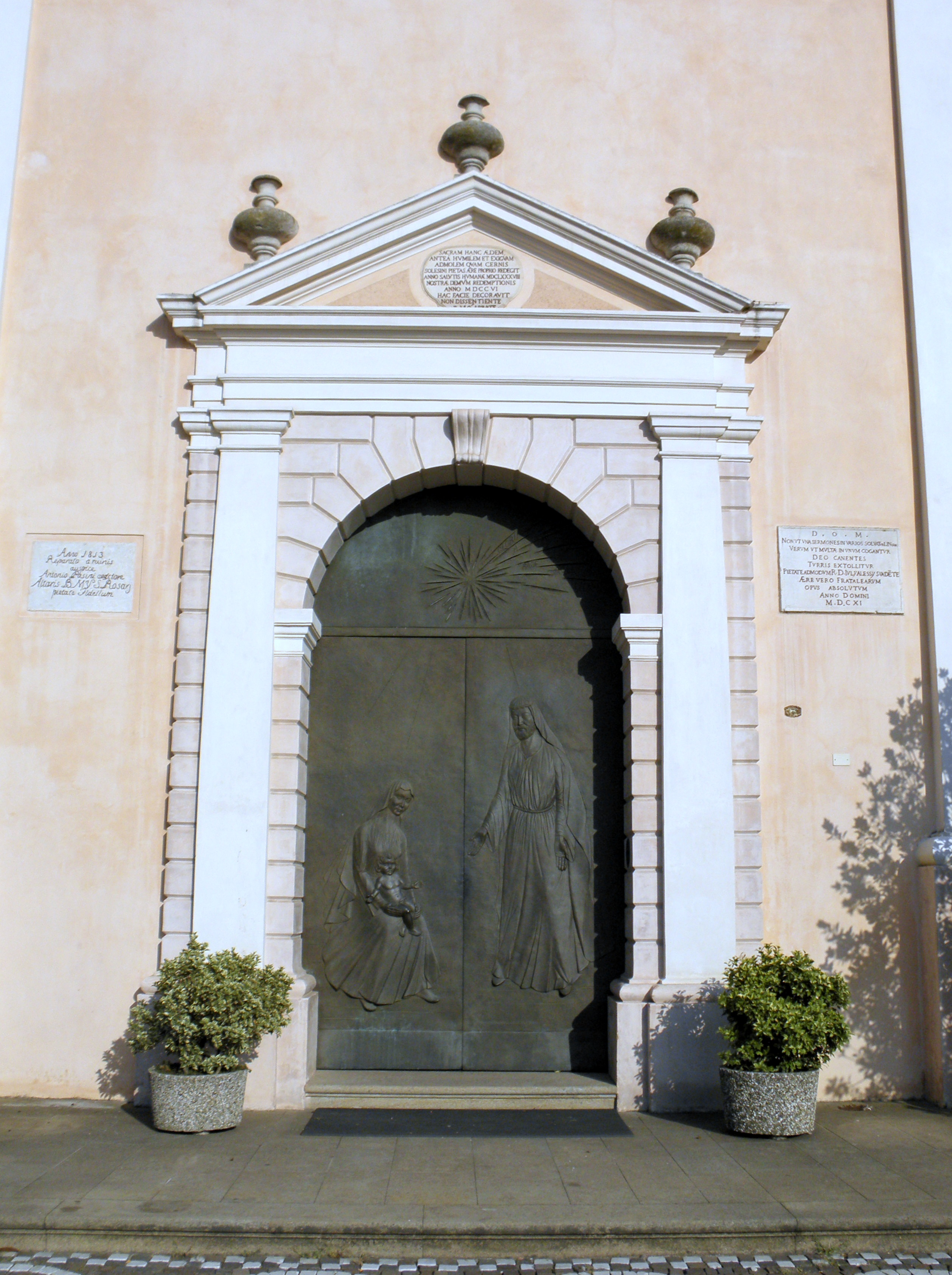
Il portale maggiore

Nell'anno 944 il paese di Solesino risultava sottoposto al vescovo di Adria, mentre nel 1155 papa Adriano IV aggregò la pieve solesinese alla diocesi di Padova.

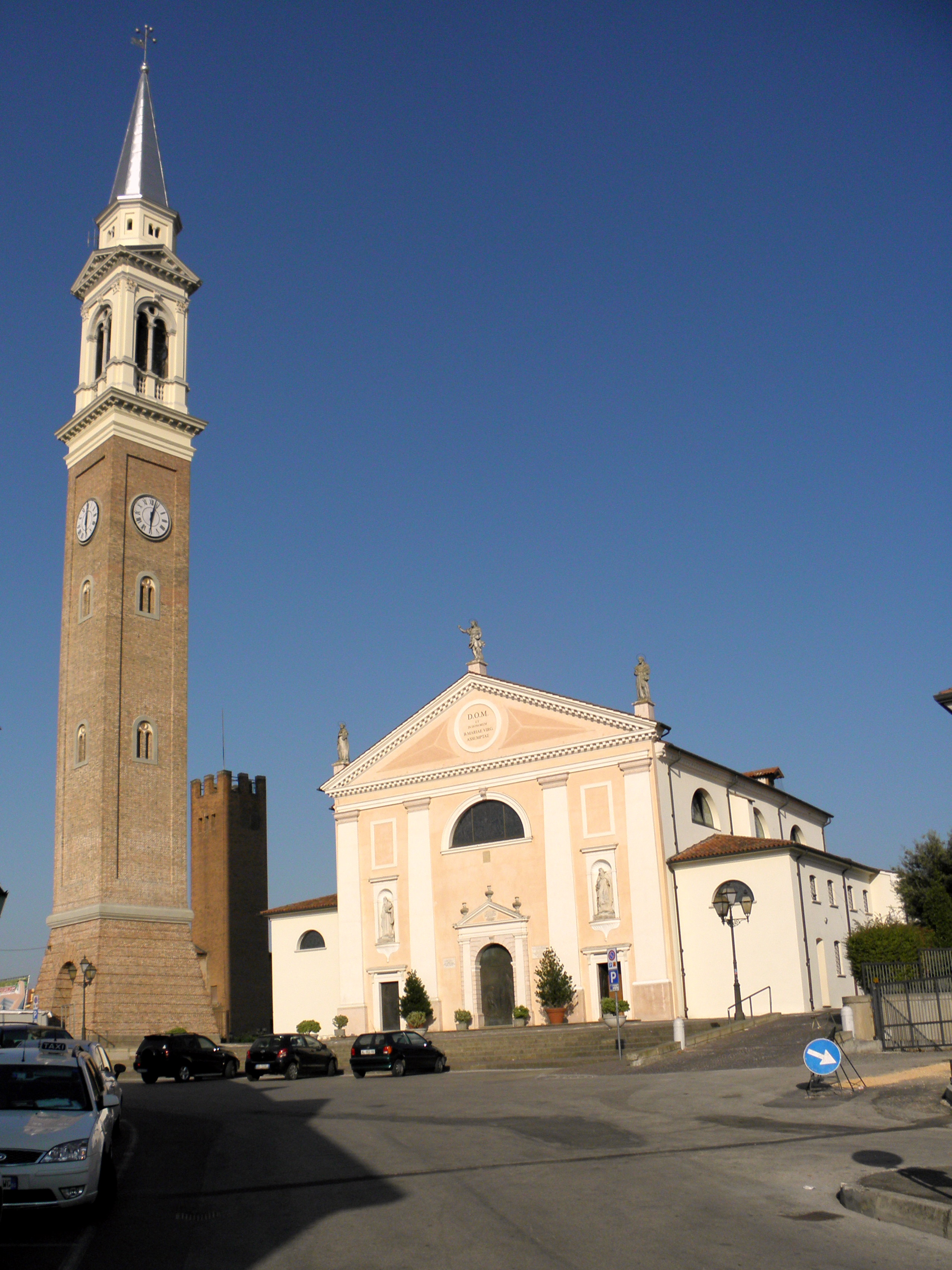
La chiesa e il campanile

 È probabile che la chiesa fu riedificata verso il 1183, essendo stata consacrata in quell'anno dal vescovo di Padova Gerardo Offreducci da Marostica.
La pieve di Solesino non è menzionata nella decima papale del 1297, ma si legge di un monastero di Santa Maria di Solesino, dal quale dipendeva la chiesa di Sant'Elena.
Nel 1479 la cura d'anime fu affidata ai monaci olivetani di San Benedetto di Padova.
Nel 1570 il vescovo di Padova Nicolò Ormanetto, visitando la chiesa, prescrisse che l'edificio fosse sottoposto ad alcuni lavori di ripristino.
All'inizio del Seicento venne realizzata la navata destra e si cominciarono altri lavori di ampliamento, che, però, dovettero essere interrotti dalla peste del 1630.
Alla fine del secolo la chiesa era ormai insufficiente a soddisfare le esigenze della popolazione e, così, nel 1688 l'allora parroco don Antonio Maria Nepoti decise di farne edificare una nuova; la prima pietra dell'attuale parrocchiale venne posta nel 1689 e l'edificio fu ultimato nel 1690. La consacrazione venne impartita nel 1893.
L'antico campanile fu demolito nel 1903 e la costruzione di quello nuovo iniziò il 21 ottobre del 1906 alla presenza dell'arciprete di Monselice Giuseppe Tedeschini, per poi terminare nel 1927.
La parrocchiale venne ristrutturata tra il 1940 ed il 1942 e più profondamente negli anni Novanta, con la costruzione della cripta e delle due ali e il rifacimento del soffitto affrescato della navata.

## Descrizione

### Esterno
La facciata della chiesa, che è a capanna, è tripartita da quattro paraste tuscaniche sorreggenti il frontone triangolare; sopra il portale maggiore s'apre una finestra, mentre sopra i due portali laterali vi sono altrettante nicchie e finestre cieche.

### Interno
L'interno è ad un'unica navata; a conclusione dell'aula vi è il presbitero, chiuso dall'abside poligonale.
Opere di pregio qui conservate sono il tabernacolo in pietra del XV secolo, una statua raffigurante la Madonna del Rosario col Bambino, copia di quella collocata nella basilica di Santa Maria della Salute di Venezia, e la statuetta lignea della Beata Vergine Maria con il Bambino, realizzata dal gardenese Ferdinando Prinoth utilizzando parti settecentesche e ottocentesche.